# Lista de deputados estaduais de Goiás da 20.ª legislatura
A lista de deputados estaduais de Goiás para a legislatura 2023–2027, esta lista inclui os atuais deputados da Assembleia Legislativa de Goiás que estão no exercício do cargo e outra lista abaixo, onde constam os deputados eleitos em 2022.

## Composição das bancadas[3]
| Partido       | Líder                      | Bancada | Posição  |
| ------------- | -------------------------- | ------- | -------- |
| UNIÃO         | Lincoln Tejota             | 7 / 41  | Governo  |
| MDB           | Lineu Olimpio              | 6 / 41  | Governo  |
| Solidariedade | Cristiano Galindo          | 4 / 41  | Governo  |
| PP            | Jamil Calife               | 3 / 41  | Governo  |
| PL            | Delegado Eduardo Prado     | 3 / 41  | Oposição |
| PT            | Mauro Rubem                | 3 / 41  | Oposição |
| PSDB          | José Machado               | 2 / 41  | Oposição |
| PRD           | Veter Martins              | 2 / 41  | Governo  |
| AVANTE        | Anderson Teodoro           | 2 / 41  | Governo  |
| PSD           | Wilde Cambão               | 2 / 41  | Governo  |
| Republicanos  | Ricardo Quirino dos Santos | 2 / 41  | Governo  |
| AGIR          | Rosângela Rezende          | 2 / 41  | Governo  |
| PSB           | Karlos Cabral              | 1 / 41  | Governo  |
| PODE          | Henrique César Pereira     | 1 / 41  | Governo  |
| PDT           | George Morais              | 1 / 41  | Governo  |

### Deputados estaduais eleitos em Goiás
Relacionado aos 41 deputados estaduais eleitos para ocupar as cadeiras da Assembleia Legislativa de Goiás.

Representação eleita
  MDB: 7
  UNIÃO: 6
  PRTB: 4
  PL: 3
  PP: 3
  PT: 3
  Agir: 2
  Avante: 2
  Patriota: 2
  PSDB: 2
  PSD: 2
  Republicanos: 2
  PSB: 1
  PDT: 1
  PSC: 1
  Solidariedade: 1

| Candidato(a)                      | Porcentagem | Total de votos | Cidade Natal                       |
| --------------------------------- | ----------- | -------------- | ---------------------------------- |
| Bruno Peixoto (UNIÃO)             | 2,14%       | 73.692 votos   | Goiânia, Goiás                     |
| Lucas do Vale (MDB)               | 1,62%       | 55.747 votos   | Rio Verde, Goiás                   |
| Lucas Calil (MDB)                 | 1,48%       | 50.843 votos   | Goiânia, Goiás                     |
| Issy Quinan (MDB)                 | 1,38%       | 47.453 votos   | Goiânia, Goiás                     |
| Amilton Filho (MDB)               | 1,35%       | 46.556 votos   | Anápolis, Goiás                    |
| Antônio Gomide (PT)               | 1,31%       | 45.256 votos   | Goianésia, Goiás                   |
| Virmondes Cruvinel (UNIÃO)        | 1,25%       | 42.925 votos   | Goiânia, Goiás                     |
| Lincoln Tejota (UNIÃO)            | 1,20%       | 41.456 votos   | Goiânia, Goiás                     |
| Henrique César (PSC)              | 1,18%       | 40.506 votos   | Anápolis, Goiás                    |
| Cairo Salim (PSD)                 | 1,17%       | 40.359 votos   | Goiânia, Goiás                     |
| Vivian Naves (PP)                 | 1,12%       | 38.574 votos   | Goiânia, Goiás                     |
| Jamil Calife (PP)                 | 1,11%       | 38.248 votos   | Catalão, Goiás                     |
| Paulo César Martins (PL)          | 1,09%       | 37.638 votos   | Quirinópolis, Goiás                |
| Amauri Ribeiro (UNIÃO)            | 1,02%       | 35.060 votos   | Trindade, Goiás                    |
| Major Araújo (PL)                 | 0,99%       | 33.928 votos   | Goiânia, Goiás                     |
| Delegado Eduardo Prado (PL)       | 0,98%       | 33.828 votos   | Goiânia, Goiás                     |
| Charles Bento (MDB)               | 0,97%       | 33.280 votos   | Goiânia, Goiás                     |
| Wagner Neto (PRTB)                | 0,95%       | 32.543 votos   | Itapuranga, Goiás                  |
| Talles Barreto (UNIÃO)            | 0,93%       | 31.961 votos   | Itapuranga, Goiás                  |
| Rubens Marques (UNIÃO)            | 0,93%       | 31.903 votos   | Anicuns, Goiás                     |
| Quirino (Republicanos)            | 0,92%       | 31.559 votos   | Rio de Janeiro, Rio de Janeiro     |
| Veter Martins (Patriota)          | 0,90%       | 30.836 votos   | Fazenda Nova, Goiás                |
| Wilde Cambão (PSD)                | 0,87%       | 29.908 votos   | Luziânia, Goiás                    |
| Lineu Olimpio (MDB)               | 0,86%       | 29.775 votos   | Jaraguá, Goiás                     |
| Clécio Alves (Republicanos)       | 0,82%       | 28.322 votos   | Goiânia, Goiás                     |
| Fred Rodrigues (DC)               | 0,82%       | 42.784 votos   | Goiânia, Goiás                     |
| Gustavo Sebba (PSDB)              | 0,81%       | 27.973 votos   | Catalão, Goiás                     |
| André do Premium (Avante)         | 0,76%       | 26.063 votos   | Santo Antônio do Descoberto, Goiás |
| Coronel Adailton (PRTB)           | 0,74%       | 25.610 votos   | Pirenópolis, Goiás                 |
| Anderson Teodoro (Avante)         | 0,74%       | 25.552 votos   | Goiânia, Goiás                     |
| Bia de Lima (PT)                  | 0,71%       | 24.391 votos   | Serranópolis, Goiás                |
| Alessandro Moreira (PP)           | 0,68%       | 23.345 votos   | Anápolis, Goiás                    |
| Dr. José Machado (PSDB)           | 0,67%       | 22.928 votos   | Itapaci, Goiás                     |
| Mauro Rubem (PT)                  | 0,65%       | 22.304 votos   | Firminópolis, Goiás                |
| Gugu Nader (Agir)                 | 0,63%       | 21.743 votos   | Araguari, Minas Gerais             |
| Julio Pina (PRTB)                 | 0,62%       | 21.243 votos   | Alto Parnaíba, Maranhão            |
| Zeli (PRTB)                       | 0,61%       | 20.967 votos   | Itaporanga, Santa Catarina         |
| Rosângela Rezende (Agir)          | 0,58%       | 19.965 votos   | Mineiros, Goiás                    |
| Karlos Cabral (PSB)               | 0,55%       | 18.777 votos   | Rio Verde, Goiás                   |
| Cristiano Galindo (Solidariedade) | 0,52%       | 17.788 votos   | Trindade, Goiás                    |
| George Morais (PDT)               | 0,51%       | 38.336 votos   | Caiapônia, Goiás                   |